# Carta marrón (automóvil)
La Carta Marrón es un documento similar a la carta verde válido en los siguientes países de África occidental:
- Benín.
- Burkina Faso.
- Costa de Marfil.
- Gambia.
- Ghana.
- Guinea.
- Guinea-Bissau.
- Liberia.
- Malí.
- Níger.
- Nigeria.
- Senegal.
- Sierra Leona.
- Togo.